# 麥可·布朗嘉
麥可·布朗嘉（英語：Michael Braungart)，德國化學家與環境倡議者。與美國建築師威廉·麥唐納（William McDonough）共同開發出搖籃到搖籃（Cradle-to-cradle, C2C）設計。
環境保護鼓勵機構（或稱搖籃到搖籃設計顧問公司，Environment Protection Encouragement Agency，簡稱EPEA）及非營利科研機構「漢堡環境研究所（Hamburg Environmental Institute）」的創辦人、MBDC設計公司（McDonough Braungart Design Chemistry）共同創辦人，現任EPEA台灣分公司總經理、德國呂內堡大學跨學科可持續發展研究所教授、荷蘭鹿特丹管理學院的客座教授與榮譽C2C主席。

## 個人經歷

### 求學階段
布朗嘉專業為化學與製程工程， 1978年與他人共同創立「綠色行動未來黨」（即現在德國綠黨的前身），1980年代參與綠色和平組織，協助創辦化學部，1985年於漢諾威大學取得化學博士學位，成為綠色和平組織裡的第一個博士，並在1985年至1988年間擔任綠色和平化學部主任。

### 成立EPEA[4]
布朗嘉年輕時是激進的生態行動主義者，曾把自己綁在煙囪上，抗議化學工廠排放汙染物；也曾在北海游泳，抗議漁船濫捕。1987年作風丕變，創立環境保護鼓勵機構(EPEA)，開始和企業合作，研究兼顧經濟發展、商業利益和生態平衡的工商設計方案，並於世界各地積極講演推廣。

### 共同創辦MBDC
1991年，EPEA於美國成立辦事處，布朗嘉在慶祝會上結識美國建築師威廉·麥唐納，雙方都很認同彼此的理念，同年兩人合作撰寫了《漢諾威原則（The Hannover Principles）》。
1995年，兩人開始投入教育界，並創立了MBDC設計公司，結合各自專長，將本身化學研究、建築設計、城市計畫和工業產品與流程設計，轉移到改變工業本身。截至目前已與許多企業合作，像是Ford、NIKE、L'Oréal、Steelcase、Kiehl's、Herman Miller等，也與許多市政府、研究機構和教育單位，一起推行C2C設計理念。

### 成立EPEA台灣分公司[7]
布朗嘉在2007年首度來台開辦短期工作坊，2010年在台北成立EPEA台灣分公司，成為亞洲第一個EPEA據點及搖籃到搖籃顧問中心，提供亞洲地區C2C設計、教育和認證輔導服務，布朗嘉也擔任該公司總經理。

## 出版物

### 《The Upcycle: Beyond Sustainability - Designing for Abundance》[7]
2013年出版，布朗嘉與威廉‧麥唐諾三度合作，列舉C2C概念在全球各地企業、政府、社群合作的實踐案例，邀請大家重新想像一個以綠色設計作為正向影響工具的世界。產業可以做得比「不傷害」更好－它可以積極地改善與之接觸的一切。

### 《從搖籃到搖籃：綠色經濟的設計提案（Cradle to Cradle: Remaking the Way We Make Things）》[7]
2002年出版，布朗嘉與威廉‧麥唐諾再度合作，以人與自然和諧共存的觀點提出「為永續發展設計服務」的「搖籃到搖籃(C2C)」設計思維，為第一本完整解釋C2C概念及應用法則的書籍，掀起下一代工業革命。
該書上市後即成為美國亞馬遜暢銷書，排名【製造業類】第6名、【產業關係類】第7名及【工業設計類】第17名，2008年在台灣發行中文版，目前已有中文、德文、英文、法文等10多種語言。

### 《漢諾威原則（The Hannover Principles）》[4]
布朗嘉與威廉‧麥唐諾第一本合著書籍，提出透過設計來消除廢棄物，在1992年地球高峰會的世界城市論壇上發表，此書也成為2000年世界博覽會的設計指導方針。

## 重要事蹟
1. 2019年，布朗嘉因其在生態永續領域的貢獻，尤其對搖籃到搖籃原則的研究，獲頒德國歷史悠久的環境保護獎「Goldene Blume von Rheydt" (Golden Flower of Rheydt)」。[5]
2. 2017年，布朗嘉和麥唐諾因其對全球綠色建築創新的貢獻而獲得了著名的「全球綠色建築創業獎」（WorldGBC Award）。[7]
3. 2015年，布朗嘉因C2C設計理念在循環經濟的傑出貢獻獲頒「城市礦業獎」（Urban Mining Award）。[7]
4. 2013年，布朗嘉因可持續發展領域的成就獲「可持續企業家獎」（Sustainable Entrepreneurship Award – SEA of Excellence）。[7]
5. 2007年，布朗嘉和麥唐諾與前美國副總統高爾同時獲頒時代雜誌「環保英雄」（Hero of the Environment Award）。[7]
6. 2003年，美國環境保護署授予布朗嘉「總統綠色化學挑戰獎」（Presidential Green Chemistry Challenge Award）。[7]

## 其他相關資料
- 搖籃到搖籃